# Repubblica di Haiti (1859-1957)
La Repubblica di Haiti dal 1859 al 1957 fu la continuazione dello Stato repubblicano haitiano sorto nella prima metà dell'Ottocento, dopo i tentativi di alcuni autocrati di rendere il paese una monarchia, come nel caso del Primo Impero haitiano, del Regno di Haiti nel nord e del Secondo Impero haitiano. L'ultimo regno fu quello dell'imperatore Faustino I, il più lungo, che venne deposto nel gennaio 1859. I tentativi di restaurazione non si ripeterono più e i successivi cento anni furono contrassegnanti da effimeri tentativi di costruire una nazione moderna, instabilità istituzionale cronica (quasi tutti i presidenti fino all'inizio del Novecento furono deposti da insurrezioni o golpe), povertà strutturale e violenza endemica, culminati con l'occupazione militare statunitense dal 1915 al 1934 e l'ascesa al potere della famiglia Duvalier nel 1957.

## Storia

### La restaurazione della Repubblica
Dopo la detronizzazione e l'esilio dell'ultimo imperatore di Haiti, Faustino I, il 15 gennaio 1859, venne restaurata la Repubblica. L'allora governo di Fabre Geffrard rimase in carica fino al 1867 e incoraggiò con successo una politica di riconciliazione nazionale, con la stesura di una nuova Costituzione. Nel 1860 Geffrard raggiunse un accordo con lo Stato della Chiesa, reintroducendo ufficialmente nel paese le istituzioni cattoliche romane, comprese le scuole, nonostante il cattolicesimo non avesse mai smesso di essere la religione dello Stato. Un'altra Costituzione fu introdotta sotto Michel Domingue nel 1874. Il debito con la Francia fu finalmente ripagato nel 1879 e il governo di Michel Domingue trasferì pacificamente il potere al successore Lysius Salomon, uno dei politici più abili dell'Haiti di questo periodo. In seguito, furono costantemente introdotte modifiche o nuove costituzioni (1879, 1888, 1889, 1902). Ad una riforma monetaria e una rinascita culturale seguì una fioritura dell'arte haitiana. Gli ultimi due decenni del XIX secolo furono segnati anche dallo sviluppo di una prima vera cultura intellettuale del paese. Gli intellettuali haitiani, guidati da Louis-Joseph Janvier e Anténor Firmin, si impegnarono in una guerra culturale contro l'ondata di razzismo e darwinismo sociale emersa durante questo periodo, che aveva contraddistinto l'odio della maggioritaria popolazione nera per i bianchi ormai eradicati dal paese durante l'indipendenza e i mulatti. Anche la nascita delle industrie del rum e dello zucchero nella capitale Port-au-Prince sembrò portare il paese verso una nuova strada di sviluppo. Tra il 1911 e il 1915 sei presidenti haitiani furono costretti all'esilio o assassinati; nel paese spadroneggiavano eserciti rivoluzionari formati da cacos, contadini briganti delle montagne del nord, lungo il confine dominicano, che venivano arruolati da fazioni politiche rivali con la promessa di denaro dopo un'eventuale rivoluzione riuscita e un'opportunità di saccheggio.

### L'occupazione militare statunitense
Dalla fine dell’Ottocento le difficoltà economiche e finanziarie avevano favorito la crescita delle ingerenze straniere: in particolare gli Stati Uniti avevano stabilito importanti interessi ad Haiti. L'assassinio del presidente Vilbrun Guillaume Sam nel luglio 1915, determinò l'intervento militare statunitense nel paese con decisione del presidente Woodrow Wilson, per prevenire ulteriori conflitti interni. Il governo di Washington aveva già assunto il controllo della vicina Repubblica Dominicana nel 1898 ed era particolarmente preoccupato per il ruolo della comunità tedesca ad Haiti (circa 200 persone nel 1910), che deteneva una quantità sproporzionata di potere economico: circa l'80% del commercio internazionale del paese; possedeva e gestiva anche servizi pubblici a Cap Haïtien e Port-au-Prince, il molo principale, un tram nella capitale e una ferrovia che serviva la Plaine de Cul-du-Sac. Sempre nel 1915, grazie al supporto statunitense, fu nominato presidente di Haiti il mulatto Philippe Sudré Dartiguenave. Nel dicembre 1914 il governo statunitense aveva sequestrato le riserve auree del governo haitiano, dopo i solleciti della Banca della Repubblica di Haiti e della Federal Reserve e li aveva portati nel caveau della National City Bank di New York.
La protezione americana in senso militare, economico e finanziario, ratificata poi da un trattato nel 1916, si prolungò sino al 1934 mentre si susseguirono nuove carte costituzionali (1918 e 1935) in senso progressivamente democratico. Fino al 1946 il governo di Washington mantenne il potere finanziario dello Stato haitiano.
L’occupazione americana fu costosa in termini di vite umane. Una rivolta di cittadini scontenti fu repressa nel 1918, con circa 2.000 morti. Gli stranieri bianchi (soprattutto i marines americani), molti dei quali con profondi pregiudizi razziali, dominavano la politica pubblica, cosa che faceva arrabbiare i mulatti storicamente l'élite e i neri che erano la maggioranza della popolazione. Tuttavia, le infrastrutture di Haiti, comprese strade, linee telefoniche e impianti idraulici, furono riparate o ristrutturate proprio sotto il dominio statunitense. Furono costruiti anche fari, scuole, ospedali e porti. Un'inchiesta del Congresso degli Stati Uniti, nota come Commissione Forbes, mise in luce molte violazioni dei diritti umani e, pur elogiando i miglioramenti nella società haitiana, criticò l'esclusione degli haitiani da posizioni di autorità durante l'occupazione americana.
Louis Borno sostituì Dartiguenave come presidente nel 1922, dopo essere stato costretto a lasciare l'incarico. Borno governò senza legislatura fino a quando non furono consentite le elezioni nel 1930. Questa legislatura appena formata elesse il presidente mulatto Sténio Vincent.
Nell'agosto 1932, con l'elezione di Franklin D. Roosevelt come presidente degli Stati Uniti, le truppe americane annunciarono il progressivo ritiro da Haiti, riconsegnando la piena autorità al governo locale nel 1934.
Il presidente Sténio Vincent fece approvare una nuova Costituzione nel 1935, che gli conferì il potere di porre fine alla legislatura, riorganizzare la magistratura a suo piacimento, nonché il potere di nominare i senatori. Sotto il suo governo ci fu anche una brutale repressione dell'opposizione politica.

### Il massacro del prezzemolo e lo schieramento contro l'Asse
Tra il 3 e l'8 ottobre 1937 si consumò un breve ma sanguinoso conflitto di confine con la vicina Repubblica Dominicana, retta dalla dittatura del mulatto ispanico Rafael Leónidas Trujillo, che commise il massacro del prezzemolo che portò all'uccisione tra i 20 e i 30mila haitiani residenti nel territorio dominicano come mera pulizia etnica nei confronti della minoranza nera del paese. Il presidente Vincent, interpretando questo attacco anti-haitiano come un tentativo di colpo di Stato contro di lui, epurò l'esercito da tutti gli ufficiali sospettati di slealtà. Molti di questi si unirono successivamente all'esercito dominicano.
Nel 1941, Élie Lescot, mulatto e funzionario governativo, fu eletto presidente del paese. Nonostante le grandi aspettative, il suo mandato fu paragonabile a quello di Vincent nella sua brutalità e repressione dell'opposizione. Dichiarò formalmente guerra alle potenze dell'Asse durante la Seconda guerra mondiale e usò questa scusa per censurare la stampa e reprimere i suoi oppositori. Lescot mantenne anche una cooperazione clandestina con Trujillo, che minò la sua già inesistente popolarità. Nel gennaio 1946, dopo che Lescot fece imprigionare i redattori di un giornale marxista, scoppiarono proteste tra dipendenti pubblici, insegnanti e imprenditori. Lescot si dimise e un'altra giunta militare, il "Comitato militare esecutivo", assunse il potere.

### L'avvento del regime di François Duvalier
In seguito alle elezioni del maggio 1946, il ministro Dumarsais Estimé venne eletto presidente (il primo nero dalla fine dell'occupazione americana) e avviò una nuova ma effimera stagione politica: fece approvare una nuova Costituzione, ampliò la rete scolastica, istituì cooperative agricole e aumentò gli stipendi ai dipendenti pubblici. Le sue ambizioni però si scontrarono con gli ambienti militari, che lo rovesciarono con un colpo di Stato nel 1950. Nell'ottobre dello stesso anno venne eletto Paul Eugène Magloire, un colonnello nero dell'esercito.
Nel 1954 l'uragano Hazel colpì l'isola, devastando le infrastrutture e l'economia haitiane. Gli aiuti economici per la ricostruzione furono spesi e distribuiti in modo inadeguato, oltre all'involuzione autoritaria del governo di Magloire che incarcerò gli oppositori e chiuse i giornali ostili. In seguito al rifiuto a dimettersi, uno sciopero generale bloccò la capitale, Magloire venne costretto a fuggire e al suo posto venne insediato un governo ad interim.
In seguito a nuove elezioni presidenziali, il 22 settembre 1957, con una campagna elettorale populista contro l'élite mulatta haitiana e a favore dei poveri, vinse il candidato nero appoggiato dall'esercito François Duvalier col suo Partito di Unità Nazionale: un medico rurale (già ministro della Sanità pubblica), seguace della negritudine, studioso di Karl Marx e Niccolò Machiavelli, che sconfisse il rivale Louis Déjoie, mulatto e rampollo di una famiglia importante. Duvalier ottenne quindi i due terzi della Camera dei deputati e tutti i seggi al Senato e un mese dopo si insediò come presidente di Haiti.
Dei 23 capi di Stato di Haiti in carica tra il 1843 ed il 1915, soltanto uno era riuscito a portare a termine il proprio mandato. Duvalier si rese ben presto conto della necessità di preservare il potere con la forza. Intervenne sull'esercito e ne rimosse tutti i vertici, rimpiazzandoli con i propri uomini di fiducia. Successivamente, a seguito di un assalto fallito al palazzo presidenziale da parte di un piccolo contingente armato che aveva tentato un colpo di Stato, formò una milizia privata cui diede il nome di Milizia di Volontari per la Sicurezza Nazionale, che divenne popolarmente conosciuta con il soprannome di Tonton Macoute, la cui consistenza numerica finì per superare quella dell'esercito stesso. Duvalier iniziò quindi a rimodellare la società e lo Stato haitiani a sua immagine e somiglianza fino all'introduzione di un lungo regime dittatoriale negli anni successivi. Con la sua morte nel 1971, il regime fu proseguito dal figlio Jean-Claude fino alla metà degli anni '80.